# Klein Amerika (Wietzendorf)
Klein Amerika (teilweise auch als Kleinamerika auf Straßenschildern ausgewiesen) ist ein Ortsteil der Gemeinde Wietzendorf im Landkreis Heidekreis, Niedersachsen.

## Lage
Klein Amerika liegt in der Lüneburger Heide. Am westlichen Ortsrand liegen die Bundesstraße 3 und einige Teiche, die sich aus den früheren Klärteichen der Kartoffelstärkefabrik zu einem sehenswerten Biotop entwickelt haben.
Das Gebiet um diese Teiche gehört zum Naturschutzgebiet Wietzendorfer Moor. Direkt im Anschluss befindet sich das Naturschutzgebiet Großes Moor bei Becklingen, wovon nur einige Hektar im Gebiet von Klein Amerika liegen.

## Kultur
Alljährlich findet hier ein Osterfeuer – für den Bereich Wietzendorf und Umgebung – statt.

## Wirtschaft

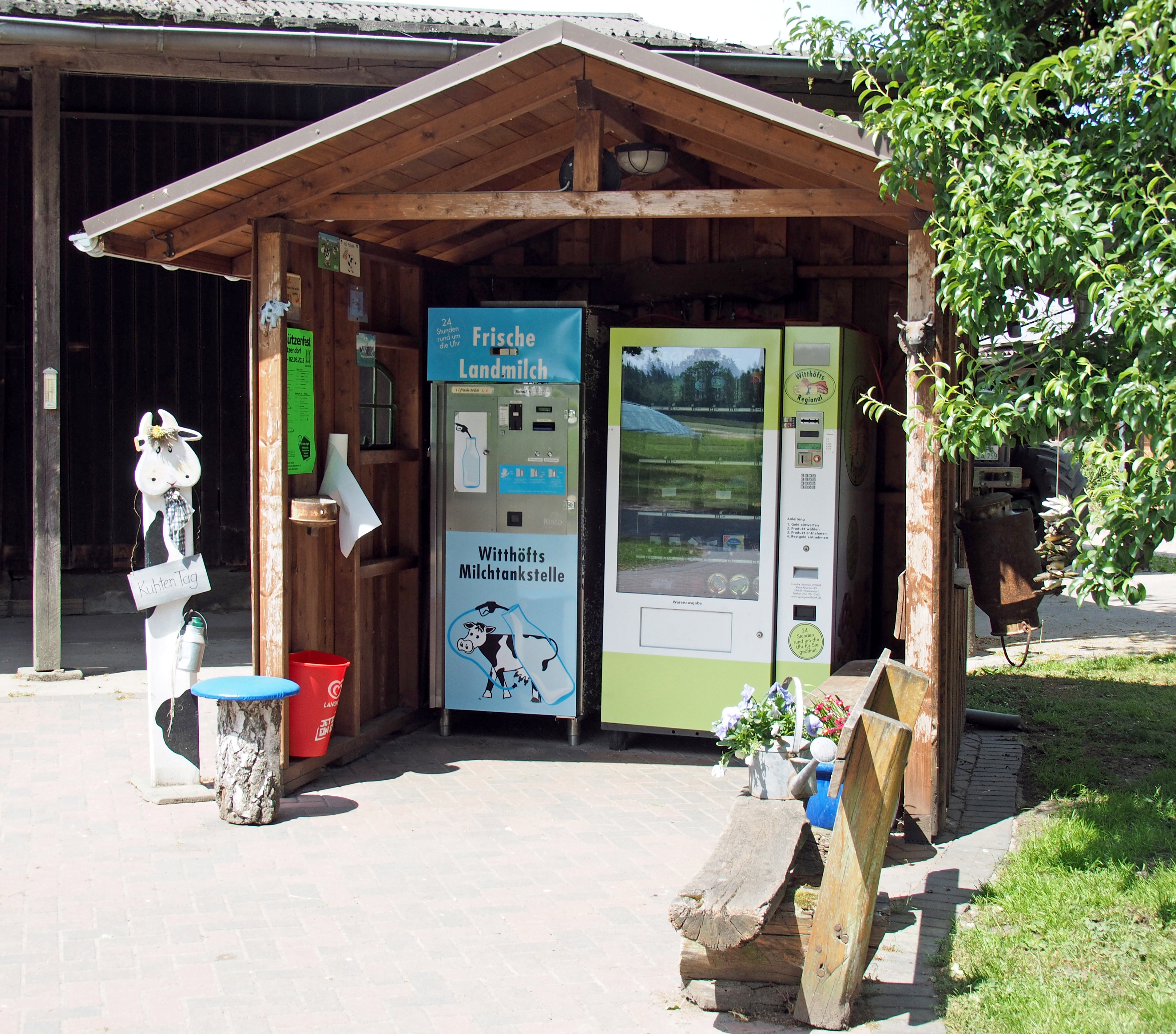
Frischmilchautomat

In dem kleinen Dorf gibt es die Emsland Stärke GmbH, die hauptsächlich Kartoffelstärke herstellt. Direkt daneben hat sich die ABR Agrar Bio Recycling GmbH angesiedelt und eine der größten Biogasanlagen Deutschlands errichtet.
Außerdem gibt es noch einige landwirtschaftliche Betriebe. Aufgrund der moorigen Bodenverhältnisse ist die Nutzung als Grünland im westlichen Bereich vorherrschend und die Milcherzeugung ist auf allen Höfen der wichtigste Betriebszweig. So gibt es hier eine sogenannte Milchtankstelle, in welcher Endkunden frische Milch aus einem Automaten erwerben können.

## Sonstiges
In Klein Amerika gibt es keine Straßenbezeichnungen, sondern ausschließlich Hausnummern, nach denen sich Einwohner, Postboten, Lieferanten und Besucher orientieren müssen.